# Seznam mest na Portugalskem
Seznam mest na Portugalskem.

## A
- Abrantes
- Agualva-Cacém
- Águeda
- Albergaria-a-Velha
- Albufeira
- Alcácer do Sal
- Alcobaça
- Almada
- Almeida
- Almeirim
- Amadora
- Amarante
- Angra do Heroísmo
- Arcos de Valdevez
- Arega
- Aveiro

## B
- Barcelos
- Barreiro
- Beja, Portugalska
- Braga
- Bragança, Portugalska

## C
- Caldas da Rainha
- Câmara de Lobos
- Cartaxo
- Cascais
- Castelo Branco
- Chaves, Portugalska
- Coimbra
- Covilhã

## E
- Elvas
- Entroncamento
- Esmoriz
- Espinho
- Estremoz
- Évora

## F
- Faro, Portugalska
- Fátima, Portugalska
- Felgueiras
- Figueira da Foz
- Funchal
- Fundão
- Fuseta

## G
- Gafanha da Nazaré
- Gandra, Paredes
- Gondomar, Portugalska
- Guimarães

## I
- Ílhavo

## L
- Lagoa, Azori
- Lagos, Portugalska
- Lamego
- Leiria
- Lizbona
- Loulé
- Loures

## M
- Macedo de Cavaleiros
- Machico
- Maia, Portugalska
- Marco de Canaveses
- Marinha Grande
- Matosinhos
- Mealhada
- Melgaço
- Miranda do Douro
- Monção
- Monte Córdova
- Montemor-o-Novo
- Montijo
- Moura

## N
- Nazaré, Portugalska

## O
- Odivelas
- Oleiros
- Olhão
- Oliveira de Azeméis
- Oliveira do Bairro
- Oliveira do Hospital
- Ourém
- Ovar

## P
- Palmela
- Paredes
- Paços de Ferreira
- Penafiel
- Peniche
- Ponta Delgada
- Portalegre
- Portimão
- Porto
- Póvoa de Varzim

## R
- Ribeira Grande
- Rio Maior

## S
- Sacavém
- Santa Cruz, Madeira
- Santa Maria da Feira
- Santarém, Portugalska
- Santiago do Cacém
- Santo André, Santiago do Cacém
- Santo Tirso
- São João da Madeira
- Seixal
- Setúbal
- Silves
- Sines, Portugalska

## T
- Tavira
- Tentúgal
- Tomar
- Torres Novas
- Torres Vedras
- Trofa

## V
- Vale de Cambra
- Valença
- Valongo
- Valpaços
- Vendas Novas
- Viana do Castelo
- Vila Franca de Xira
- Vila Nova de Cerveira
- Vila Nova de Famalicão
- Vila Nova de Gaia
- Vila Real
- Vila Real de Santo António
- Vila do Conde
- Viseu